# سيزار بينيتي
سيزار بينيتي (بالإسبانية: César Benetti)‏ (مواليد 7 مارس 1924) هو سبّاح أرجنتيني، مثّل بلاده في الألعاب الأولمبية الصيفية 1948.

## روابط خارجية
سيزار بينيتي على موقع أوليمبيديا (الإنجليزية)